# Generatianismus
Der Generatianismus (von lateinisch generatio, „Zeugung“) ist eine christliche Lehre, die schon in der Epoche der Kirchenväter vertreten wurde. Sie wurde erstmals von Tertullian in einer Formulierung, die als Traduzianismus bezeichnet wird, vorgetragen. Ausgehend von einem Bild aus der Pflanzenwelt, dem Spross oder Setzling (lateinisch tradux), behauptete Tertullian, dass nicht nur der Körper, sondern auch die Seele, die er als körperlich auffasste, im Zeugungsvorgang vom Vater über den Samen an das Kind vermittelt wird. Damit ließ sich die Vererbung mentaler Eigenschaften erklären. Noch weit wichtiger als dieser Aspekt war aus der Sicht der Kirchenväter, die diese Lehre vertraten, dass damit die ganze Menschheit auch in seelischer Hinsicht von Adam abstammte. So ließ sich die (damals noch nicht so bezeichnete) Erbsünde erklären, die Vererbung der Sündhaftigkeit von Adam an seine Nachkommen.
Gegenpositionen waren der Kreatianismus, der von Laktanz vertreten wurde, und die Präexistenzlehre des Origenes. Der Kreatianismus lehrt, dass die Seele nicht durch die Fortpflanzung weitergegeben, sondern zum Zeitpunkt der Zeugung von Gott erschaffen und in den sich bildenden Körper eingefügt wird. Origenes meinte, dass die Seelen schon lange vor den Körpern geschaffen wurden.
Der Kirchenvater Hieronymus war Kreatianist. Augustinus hingegen konnte sich nicht zwischen Generatianismus und Kreatianismus entscheiden, da er zwar Verständnis für die Kreatianisten hatte, aber keinen Weg sah, die Lehre von der Erbsünde mit dem Kreatianismus zu vereinbaren.
Die Präexistenzlehre wurde im Jahr 553 auf dem Zweiten Konzil von Konstantinopel verurteilt, sorgte jedoch bis zum Mittelalter immer wieder für Zündstoff. Auch der Generatianismus wurde von der katholischen Kirche mehrfach verurteilt. Ihre verbindliche Lehrmeinung ist der Kreatianismus.